# Tom William Scott
Pour les articles homonymes, voir Scott.
Tom William Scott, né le 8 octobre 1902 à Wichita et mort le 22 décembre 1988 à La Jolla, est un militaire américain.
Brigadier général de l'armée de l'air américaine, il a servi pendant la Seconde Guerre mondiale et la guerre de Corée.
Il est le père de l'astronaute David Scott.